# Allerheiligenkapelle (Nürnberg)

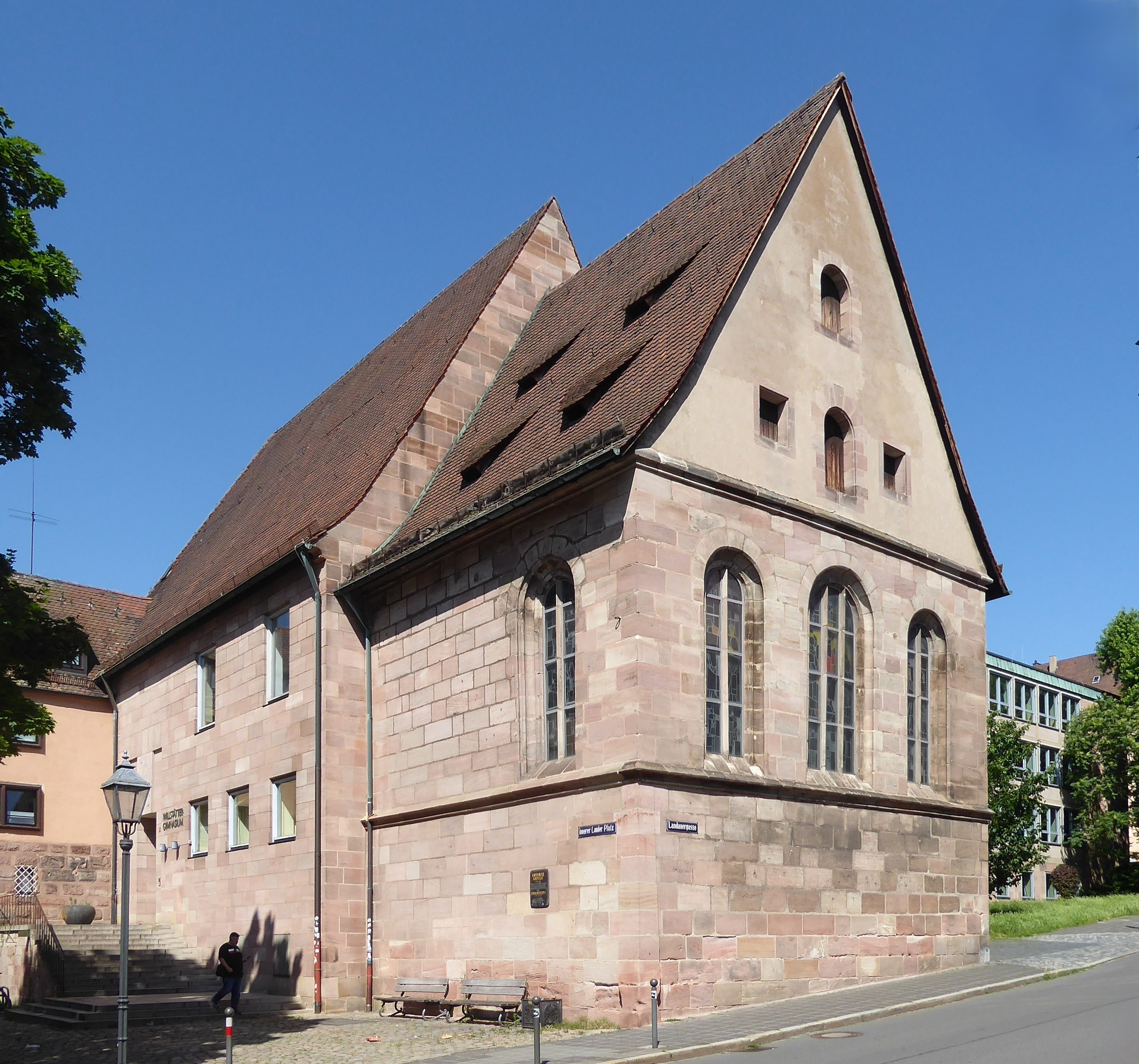
Die Allerheiligenkapelle, Ansicht von Südosten

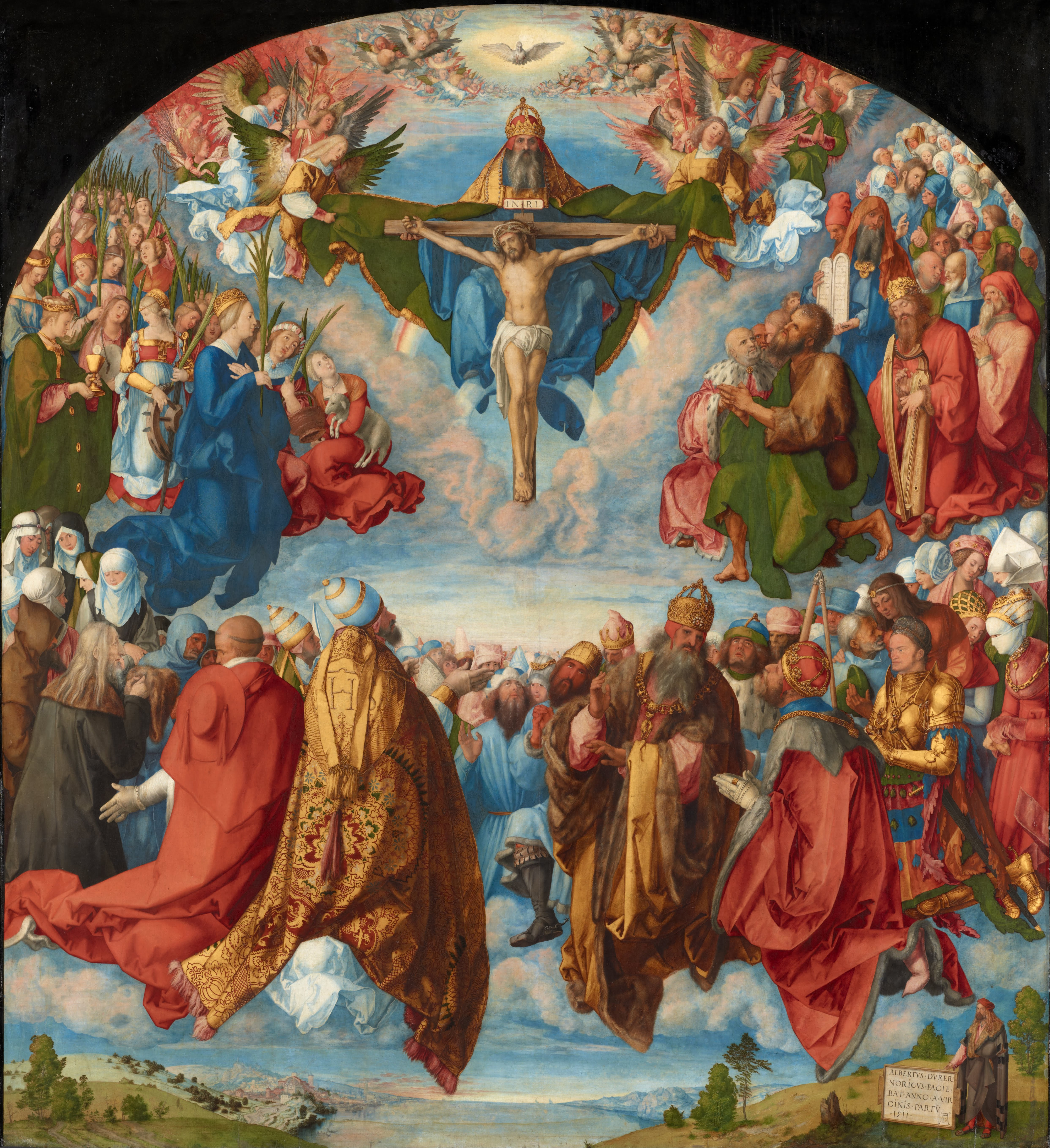
Das Allerheiligenbild Albrecht Dürers

Die Allerheiligenkapelle (auch Landauerkapelle) in Nürnberg ist ein spätgotischer Sakralbau. Er entstand zwischen 1501 und 1510 als Hauskapelle des Landauerschen Zwölfbrüderhauses nach Plänen des Nürnberger Architekten Hans Beheim d. Ä. Sie wird seit 2006 von der altkatholischen Gemeinde in Nürnberg genutzt.
Der Bau ist eine kurze dreischiffige Hallenkirche, die nach oben mit einem Netzgewölbe abschließt. Für die Ausstattung schuf Albrecht Dürer 1511 das Allerheiligenbild, auch Landauer Altar genannt (das Gemälde befindet sich heute im Kunsthistorischen Museum Wien, der originale Rahmen im Germanischen Nationalmuseum Nürnberg; in der Kapelle selbst ist eine Kopie des Bilds zu sehen, die von Helmut Weigand, Lehrer am Willstätter-Gymnasium angefertigt wurde). Nach dem Tod des Stifters, des Kaufmanns Matthäus Landauer, beherbergte die Kapelle dessen Grablege.
An der Westseite der Kapelle wurde 1955/56 als Ersatz für das während des Zweiten Weltkriegs zerstörte Zwölfbrüderhaus das Willstätter-Gymnasium errichtet.